# Canzonissima 1973
Canzonissima 1973 è l'edizione 1973-1974 dell'omonima trasmissione musicale, abbinata alla Lotteria Italia, andata in onda tra il 7 ottobre 1973 ed il 6 gennaio 1974 sul Programma Nazionale. Vincitrice fu Gigliola Cinquetti con Alle porte del sole, davanti a Mino Reitano con Se tu sapessi amore mio ed I Vianella con Canto d'amore di Homeide.

## Il programma
La trasmissione fu condotta da Pippo Baudo e Mita Medici, con la regia di Romolo Siena e la direzione musicale di Pippo Caruso. Gli autori erano Dino Verde, Marcello Marchesi, Sergio Paolini e Stelio Silvestri.
Con quest'edizione, Canzonissima fu trasmessa per la prima volta la domenica pomeriggio anziché il sabato sera. La novità principale era rappresentata dalla modifica del sistema di punteggio: oltre alle votazioni delle giurie - suddivise nella prima fase in sette settori, nella seconda fase in otto settori e nella terza fase in sei settori - scelti dai cantanti e complessi facendo girare una ruota in miniatura caratterizzante la scenografia e dove ciascun giurato poteva votare da uno a tre, corrispondenti da 1 000 a 3 000 cartoline e del pubblico a casa tramite le cartoline, ciascun partecipante aveva una dote di 70 000 punti (il cosiddetto briscolone) che poteva giocare, nelle prime tre fasi, senza dichiararlo, nell'anteprima della trasmissione che andava in onda dalle 12:55 alle 13:30 (Anteprima Canzonissima, condotta da Maria Rosaria Omaggio, trasmessa fino al 30 dicembre 1973 dove c'era un personaggio, il Gatto Briscolone, al quale dava la voce Franco Latini). I punti giocati venivano rivelati nella trasmissione pomeridiana da Pippo Baudo su un tavolo circolare dove erano presenti i cantanti che partecipavano alla puntata. Un'altra novità fu costituita dalla presenza in gara dei gruppi musicali (allora chiamati "complessi"), ammessi per la prima volta alla trasmissione. Tra gli ospiti, si segnalano Raimondo Vianello e Sandra Mondaini, Ugo Pagliai, Isabella Biagini, Aldo Fabrizi, Aldo Giuffré e Silvan.
Vinse la gara il brano Alle porte del sole, interpretato da Gigliola Cinquetti, che grazie all'affermazione guadagnò l'accesso all'Eurovision Song Contest 1974 in qualità di rappresentante dell'Italia; al secondo posto si classificò Mino Reitano con Se tu sapessi amore mio; al terzo posto si classificarono I Vianella con Canto d'amore (di Homeide).
La trasmissione era diffusa in contemporanea anche sul Programma Nazionale radiofonico; sempre alla radio, il lunedì alle 14:40, dall'8 ottobre 1973 al 7 gennaio 1974, veniva trasmesso Canzonissima il giorno dopo, diretto e condotto da Silvio Gigli con Rosanna Canavero.
Dal punto di vista della critica, Rino Funari dalle pagine di Noi donne bollò questa edizione come mediocre

## Sigle
La sigla iniziale, Ruota libera, era cantata da Mita Medici; la sigla di chiusura inizialmente doveva essere Proprio così, sempre cantata dalla Medici, ma all'ultimo momento venne sostituita da un brano composto da Pippo Caruso, Mannaggia, nelle prime puntate proposto nella versione cantata da Franco Latini, e in quelle successive nella versione strumentale. Nel video della sigla finale compare Lando Buzzanca. Proprio così fu utilizzata come sigla di chiusura nelle due puntate delle finali.
Per la trasmissione Anteprima Canzonissima, la sigla iniziale era Gatto Briscolone, cantata da Maria Rosaria Omaggio; la sigla finale era lo stesso brano, Gatto Briscolone, nella versione cantata da Franco Latini.

## Partecipanti
- Al Bano
- Alunni del Sole
- Anna Melato
- Antonella Bottazzi
- I Camaleonti
- Carmen Villani
- Claudio Villa
- Delia
- Dik Dik
- Donatello
- Dori Ghezzi
- Equipe 84
- Fausto Leali
- Franco Simone
- Gianni Nazzaro
- Gigliola Cinquetti
- Gilda Giuliani
- Giovanna
- Jimmy Fontana
- Lando Fiorini
- Little Tony
- Marisa Sacchetto
- Marisa Sannia
- Mino Reitano
- I Nuovi Angeli
- Ombretta Colli
- Orietta Berti
- Oscar Prudente
- Peppino Di Capri
- Peppino Gagliardi
- Ricchi e Poveri
- Roberto Vecchioni
- Romina Power
- Toni Santagata
- I Vianella

## Prima fase – Ottavi di finale
Di seguito si riporta la classifica completa della prima fase, calcolata in base alla sommatoria dei voti dei sette settori delle giurie, del pubblico a casa tramite le cartoline e dei punti in dotazione giocati dagli artisti, il Briscolone.
Gli artisti in neretto passano alla seconda fase. Gli artisti in corsivo sono quelli eliminati dopo la prima fase: per la qualificazione alla fase successiva valeva la classifica nella singola puntata.
1. Orietta Berti 400 341 (5ª puntata)
2. Claudio Villa 364 527 (3ª puntata)
3. Ricchi e Poveri 299 811 (2ª puntata)
4. Gilda Giuliani 267 752 (2ª puntata)
5. Peppino di Capri 249 450 (3ª puntata)
6. I Vianella 238 586 (4ª puntata)
7. Gigliola Cinquetti 212 678 (4ª puntata)
8. Gianni Nazzaro 204 698 (5ª puntata)
9. Al Bano 183 354 (5ª puntata)
10. I Camaleonti 179 903 (1ª puntata)
11. Mino Reitano 169 908 (4ª puntata)
12. Little Tony 162 909 (5ª puntata)
13. Giovanna 162 444 (5ª puntata)
14. Carmen Villani 147 434 (3ª puntata)
15. Ombretta Colli 140 303 (5ª puntata)
16. Anna Melato 139 787 (1ª puntata)
17. Lando Fiorini 136 188 (4ª puntata)
18. Fausto Leali 135 667 (4ª puntata)
19. Romina Power 135 243 (3ª puntata)
20. Donatello 134 303 (5ª puntata)
21. Peppino Gagliardi 133 869 (4ª puntata)
22. Marisa Sannia 126 874 (4ª puntata)
23. Jimmy Fontana 123 303 (3ª puntata)
24. Alunni del Sole 121 798 (1ª puntata)
25. Toni Santagata 121 582 (1ª puntata)
26. Franco Simone 119 015 (2ª puntata)
27. I Nuovi Angeli 118 261 (2ª puntata)
28. Antonella Bottazzi 115 913 (2ª puntata)
29. Delia 113 313 (1ª puntata)
30. Dori Ghezzi 96 999 (3ª puntata)
31. Marisa Sacchetto 94 820 (3ª puntata)
32. Oscar Prudente 94 425 (2ª puntata)
33. Roberto Vecchioni 84 255 (1ª puntata)
34. Dik Dik 77 322 (2ª puntata)
35. Equipe 84 65 721 (1ª puntata)

I migliori sesti classificati dalla terza alla quinta puntata nella prima fase sono:
1. Ombretta Colli 140 303 (5ª puntata)
2. Peppino Gagliardi 133 869 (4ª puntata)
3. Dori Ghezzi 96 999 (3ª puntata)

In questa fase, composta da cinque puntate, gareggiano sette artisti con brani già editati. Nelle prime due puntate si esibiscono i debuttanti e i complessi, dalla terza alla quinta si esibiscono i big o veterani.
Passano il turno quattro tra cantanti e complessi nelle prime due puntate, cinque cantanti dalla terza alla quinta puntata più il sesto migliore classificato.

### Prima puntata (7 ottobre 1973)
si esibiscono i primi sette tra cantanti e complessi
- Equipe 84 - Diario
- Roberto Vecchioni - L'uomo che si gioca il cielo a dadi
- Alunni del Sole - ...e mi manchi tanto
- Delia - Se stasera sono qui
- Toni Santagata - Il pendolare
- I Camaleonti - Come sei bella
- Anna Melato - Canzone arrabbiata
  - Ospiti: Umberto Orsini

### Seconda puntata (14 ottobre 1973)
si esibiscono i secondi sette tra cantanti e complessi
- I Nuovi Angeli - Anna da dimenticare
- Franco Simone - Mi esplodevi nella mente
- Dik Dik - Storia di periferia
- Antonella Bottazzi - Un sorriso a metà
- Oscar Prudente - Un essere umano
- Ricchi e Poveri - Che sarà
- Gilda Giuliani - Frau Scholler
  - Ospiti: Isabella Biagini, Aldo Giuffré

### Terza puntata (21 ottobre 1973)
si esibiscono i primi sette cantanti veterani; Rosanna Fratello, che inizialmente doveva partecipare con Ciuri Ciuri, per un'indisposizione viene sostituita da Carmen Villani.
- Marisa Sacchetto - Meravigliosa malattia
- Claudio Villa - Io vivo con te
- Dori Ghezzi - Non ci contavo più
- Jimmy Fontana - Made in Italy
- Romina Power - Una fragile storia d'amore
- Peppino di Capri - Piano piano, dolce dolce
- Carmen Villani - Come stai?
  - Ospiti: Severino Gazzelloni, Alberto Lupo

### Quarta puntata (28 ottobre 1973)
si esibiscono i secondi sette cantanti veterani
- Mino Reitano - Una chitarra, cento illusioni
- Marisa Sannia - I sogni son desideri
- Peppino Gagliardi - Sempre... sempre
- I Vianella - Semo gente de borgata
- Fausto Leali - La bandiera di sole
- Gigliola Cinquetti - Il tango delle capinere
- Lando Fiorini - Cento campane

### Quinta puntata (4 novembre 1973)
si esibiscono i terzi sette cantanti veterani
- Gianni Nazzaro - Allegria
- Orietta Berti - Quando l'amore diventa poesia
- Al Bano - La canzone di Maria
- Ombretta Colli[3] - Il muratore
- Donatello - Malattia d'amore
- Little Tony - Giovane cuore
- Giovanna - Questo amore un po' strano
  - Ospiti: Giusi Raspani Dandolo, Franco Trincale

## Seconda fase – Quarti di finale
Di seguito si riporta la classifica completa della seconda fase, calcolata in base alla sommatoria dei voti degli otto settori delle giurie, del pubblico a casa tramite le cartoline e dei punti in dotazione giocati dagli artisti, il Briscolone.
Gli artisti in neretto passano alla terza fase. Gli artisti in corsivo sono quelli eliminati dopo la seconda fase: per la qualificazione alla fase successiva valeva la classifica nella singola puntata.
1. Orietta Berti 481 686 (7ª puntata)
2. I Vianella 412 830 (7ª puntata)
3. Ricchi e Poveri 361 987 (6ª puntata)
4. Claudio Villa 321 579 (8ª puntata)
5. Peppino di Capri 320 072 (8ª puntata)
6. Gigliola Cinquetti 317 858 (8ª puntata)
7. Al Bano 202 650 (8ª puntata)
8. Gilda Giuliani 186 748 (6ª puntata)
9. Mino Reitano 165 215 (7ª puntata)
10. I Camaleonti 157 355 (6ª puntata)
11. Gianni Nazzaro 132 087 (7ª puntata)
12. Romina Power 128 456 (7ª puntata)
13. Alunni del Sole 110 861 (6ª puntata)
14. Fausto Leali 109 768 (7ª puntata)
15. Toni Santagata 108 326 (6ª puntata)
16. I Nuovi Angeli 92 665 (6ª puntata)
17. Giovanna 88 163 (8ª puntata)
18. Ombretta Colli 77 169 (8ª puntata)
19. Franco Simone 76 881 (6ª puntata)
20. Carmen Villani 75 162 (7ª puntata)
21. Little Tony 70 320 (7ª puntata)
22. Lando Fiorini 68 783 (8ª puntata)
23. Anna Melato 56 779 (6ª puntata)
24. Jimmy Fontana 28 834 (8ª puntata)

In questa fase, composta da tre puntate, gareggiano otto cantanti per puntata con brani nuovi – rispetto alla prima fase – ma già editati.
La sesta puntata è riservata ai giovani debuttanti e ai complessi, la settima e l'ottava ai veterani. Passano il turno sei concorrenti per puntata.

### Sesta puntata (11 novembre 1973)
si esibiscono i primi otto tra giovani debuttanti e complessi
- I Nuovi Angeli - Donna felicità
- Gilda Giuliani - Serena
- Franco Simone - Con gli occhi chiusi (e i pugni stretti)
- I Camaleonti - Perché ti amo
- Anna Melato - Dormitorio pubblico
- Ricchi e Poveri - Una musica
- Toni Santagata - Vieni cara, siediti vicino
- Alunni del Sole - Concerto
  - Ospiti: Agostina Belli, Silvan

### Settima puntata (18 novembre 1973)
si esibiscono i secondi otto tra i veterani; Little Tony è l'unico dei cantanti di quest'edizione a presentare un brano cantato in lingua inglese.
- Little Tony - Don't you cry for tomorrow (Non piangere per domani)
- Romina Power - Acqua di mare
- Mino Reitano - L'abitudine
- Gianni Nazzaro - Il primo sogno proibito
- Carmen Villani - Delusa io
- I Vianella - Vojo er canto de na canzone
- Fausto Leali - America
- Orietta Berti - Ciuri ciuri
  - Ospiti: Enzo Cerusico, Carlo Giuffré

### Ottava puntata (25 novembre 1973)
si esibiscono i terzi otto tra i veterani
- Jimmy Fontana - Mi fa morire cantando
- Ombretta Colli - La regina della casa
- Al Bano - Il ragazzo che sorride
- Giovanna - Ricordo di un amore
- Claudio Villa - Non ti scordar di me
- Lando Fiorini - Roma nun fa la stupida stasera
- Gigliola Cinquetti - La spagnola
- Peppino di Capri - Un grande amore e niente più
  - Ospiti: Tony Binarelli, Ugo Pagliai

## Terza fase – Semifinali
In questa fase, composta da tre puntate, gareggiano sei cantanti per puntata con brani inediti, senza le suddivisioni delle fasi precedenti. Passano alle finali i primi tre classificati.

### Nona puntata (2 dicembre 1973)
si esibiscono i primi sei cantanti
- I Vianella - Canto d'amore (di Homeide)
- I Camaleonti - Amicizia e amore
- Orietta Berti - Noi due insieme
- Romina Power - Con un paio di blue jeans (è sempre estate in America)
- Toni Santagata - Austerity
- Fausto Leali - Quando me ne andrò
  - Ospiti: Franco Franchi

### Decima puntata (9 dicembre 1973)
si esibiscono i secondi sei cantanti
- Alunni del Sole - Un'altra poesia
- Giovanna - Un colpo di silenzio
- Al Bano - Storia di noi due
- Ricchi e Poveri - Penso, sorrido e canto
- Claudio Villa - Non è una campana
- Gianni Nazzaro - Cuore di poeta
  - Ospiti: Sandra Mondaini, Raimondo Vianello

### Undicesima puntata (16 dicembre 1973)
si esibiscono i terzi sei cantanti
- Gilda Giuliani - Amore, amore immenso
- Mino Reitano - Se tu sapessi amore mio
- I Nuovi Angeli - Favola '73
- Ombretta Colli - Oh, marito!
- Peppino di Capri - Champagne
- Gigliola Cinquetti - Alle porte del sole

## Le finali
Alle finali, composte da due puntate andate in onda il 23 dicembre 1973 e il 6 gennaio 1974, partecipano nove cantanti. Nella puntata del 23 dicembre, denominata Passerella finale, votava il pubblico da casa attraverso le cartoline, mentre nella puntata del 6 gennaio, quella finale, votavano le giurie.
L'ordine di uscita dei cantanti nelle due puntate era il seguente:
- I Camaleonti - Amicizia e amore
- Mino Reitano - Se tu sapessi amore mio
- I Vianella - Canto d'amore (di Homeide)
- Orietta Berti - Noi due insieme
- Peppino di Capri - Champagne
- Ricchi e Poveri - Penso, sorrido e canto
- Al Bano - Storia di noi due
- Gianni Nazzaro - Cuore di poeta
- Gigliola Cinquetti - Alle porte del sole
  - Ospiti (Passerella finale): Walter Chiari

## Classifica finale
| Pos. | Artista            | Brano                      | Voti cartoline | Voti giurie | Totale voti |
| ---- | ------------------ | -------------------------- | -------------- | ----------- | ----------- |
| 1    | Gigliola Cinquetti | Alle porte del sole        |                |             |             |
| 2    | Mino Reitano       | Se tu sapessi amore mio    |                |             |             |
| 3    | I Vianella         | Canto d'amore (di Homeide) |                |             |             |
| 4    | Orietta Berti      | Noi due insieme            |                |             |             |
| 5    | Peppino di Capri   | Champagne                  |                |             |             |
| 6    | Ricchi e Poveri    | Penso, sorrido e canto     |                |             |             |
| 7    | Al Bano            | Storia di noi due          |                |             |             |
| 8    | Gianni Nazzaro     | Cuore di poeta             |                |             |             |
| 9    | I Camaleonti       | Amicizia e amore           |                |             |             |